# Ilan Eshkeri
Ilan Eshkeri (Londra, 7 aprile 1977) è un compositore inglese.
Ha composto musiche per film, serie televisive e videogiochi, tra cui: The Pusher, Riviera e The Sims 4.

## Filmografia parziale

### Cinema
- The Pusher (Layer Cake), regia di Matthew Vaughn (2004)
- Hannibal Lecter - Le origini del male (Hannibal Rising), regia di Peter Webber (2007)
- Closure - Vendetta a due (Straightheads), regia di Dan Reed (2007)
- Stardust, regia di Matthew Vaughn (2007)
- Decameron Pie (Virgin Territory), regia di David Leland (2007)
- The Young Victoria, regia di Jean-Marc Vallée (2009)
- Ninja Assassin, regia di James McTeigue (2009)
- Il segreto di Green Knowe (From Time to Time), regia di Julian Fellowes (2009)
- Centurion, regia di Neil Marshall (2010)
- Kick-Ass, regia di Matthew Vaughn (2010)
- The Kid, regia di Nick Moran (2010)
- Coriolanus, regia di Ralph Fiennes (2011)
- Blitz, regia di Elliott Lester (2011)
- Retreat - Nessuna via di fuga (Retreat), regia di Carl Tibbetts (2011)
- Johnny English - La rinascita (Johnny English Reborn), regia di Oliver Parker (2011)
- Spike Island, regia di Mat Whitecross (2012)
- A prova di matrimonio (I Give It a Year), regia di Dan Mazer (2013)
- Alla ricerca di Jane (Austenland), regia di Jerusha Hess (2013)
- Justin e i cavalieri valorosi (Justin and the knights of Valour) - film d'animazione, regia di Manuel Sicilia (2013)
- 47 Ronin, regia di Carl Rinsch (2013)
- The Invisible Woman, regia di Ralph Fiennes (2013)
- Still Alice, regia di Richard Glatzer e Wash Westmoreland (2014)
- Black Sea, regia di Kevin Macdonald (2014)
- S.O.S. Natale (Get Santa), regia di Christopher Smith (2014)
- Shaun, vita da pecora - Il film (Shaun the Sheep Movie) - film d'animazione, regia di Richard Starzak e Mark Burton (2015)
- Survivor, regia di James McTeigue (2015)
- Autobahn - Fuori controllo (Collide), regia di Eran Creevy (2016)
- L'amore oltre la guerra (The Exception), regia di David Leveaux (2016)
- Nureyev - The White Crow (The White Crow), regia di Ralph Fiennes (2018)

### Televisione
- La saga dei Nibelunghi, regia di Uli Edel – film TV (2004)
- Waking the Dead – serie TV, 6 episodi (2009)
- Strike Back – serie TV, 26 episodi (2010-2012)
- Fleming - Essere James Bond (Fleming: The Man Who Would Be Bond), regia di Mat Whitecross – miniserie TV (2014)
- Riviera – serie TV, 19 episodi (2017-2019)
- SAS: Rogue Heroes – serie TV, 12 episodi (2022-2025)
- Annika – serie TV, 6 episodi (2023)
- MobLand – serie TV (2025)

### Videogiochi
- The Sims 4 (2014)
- Ghost of Tsushima (2020)

## Riconoscimenti
- 2021 – D.I.C.E. Awards[2]
  - Miglior colonna sonora per Ghost of Tsushima con Shigeru Umebayashi